# Blattflöhe

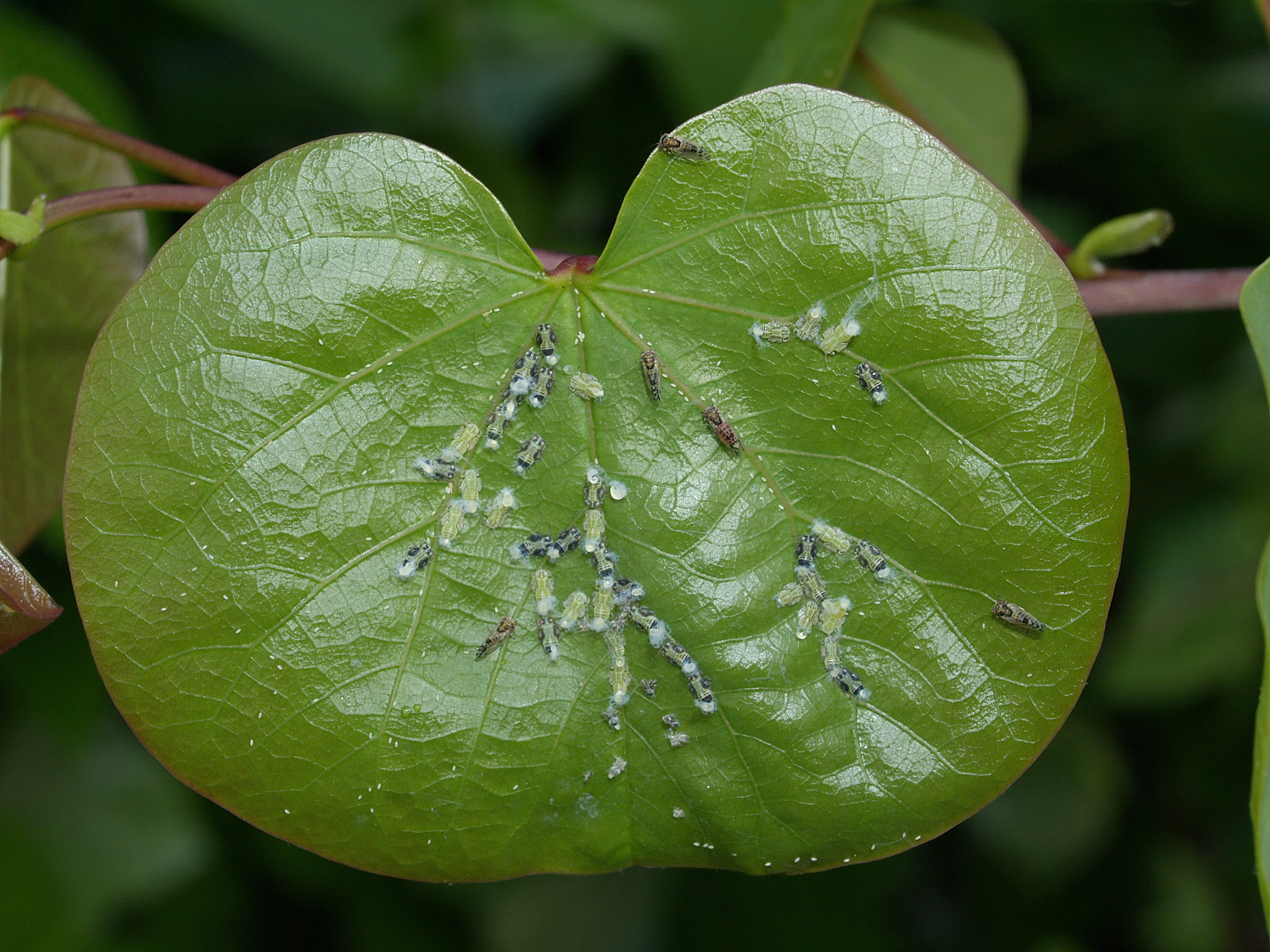
Kolonie von Cacopsylla pulchella

Die Blattflöhe (Psylloidea) sind eine Überfamilie innerhalb der Unterordnung der Pflanzenläuse (Sternorrhyncha). Von den 3000 bekannten Arten leben 382 in Europa, 189 in Mitteleuropa und wiederum 116 sind aus Deutschland bekannt.

## Merkmale
Die Tiere erreichen eine Körperlänge von ein bis vier Millimetern. Die Hinterbeine der Blattflöhe sind zu Sprungbeinen umgebildet und erlauben den Tieren, sich springend fortzubewegen. Der Thorax ist meist kräftig gebaut und am Rücken nach außen gekrümmt. Die Flügel sind gut entwickelt und besitzen bei den meisten Arten der Psyllidae ein Flügelmal (Pterostigma). Die Flügeläderung ist ein wichtiges Bestimmungsmerkmal der Arten. Blattflöhe haben in der Regel drei Punktaugen (Ocelli). Eines sitzt mittig auf der Frons, die anderen beiden jeweils oben auf den Seiten des vorderen Teils des Kopfes (Vertex). Die Fühler der meisten Arten haben zehn Glieder, nur sehr wenige Arten besitzen solche mit sechs, acht oder neun Gliedern.
Wichtige Bestimmungsmerkmale der Nymphen sind die Position des Anus und die Anordnung der Poren der Wachsdrüsen um diesen.

## Lebensweise
Imagines und auch Nymphen ernähren sich phytophag von Pflanzensäften und sind Phloemsauger. Die meisten Arten sind entweder monophag und ernähren sich nur von einer speziellen Pflanzenart oder oligophag und haben mehrere nahe verwandte Wirtspflanzen. Nur sehr wenige Arten sind polyphag und in ihrer Nahrungspflanzenwahl nicht wählerisch. Die meisten Blattflöhe saugen an jungen Trieben, Blättern und Blattstielen. Es gibt aber auch Arten, die an verholzten Zweigen oder auch an Wurzeln saugen.
Durch das Anstechen der Pflanzen verursachen manche Arten Missbildungen oder Pflanzengallen bzw. lassen Pflanzenteile absterben.
Der vor allem von den Nymphen in großer Menge ausgeschiedene Honigtau kann bei einigen Arten ganze Zweige und Blätter verkleben. Da der zuckerhaltige Honigtau auch Nährboden für z. B. Rußtaupilze ist, können durch Verpilzung Sekundärschäden an der befallenen Pflanze hervorgerufen werden. Diese Schadstellen sind vor allem auf Birnen häufiger zu beobachten. Als Primärschädlinge in der Landwirtschaft werden u. a. folgende Arten angesehen:
Apfelblattfloh (Cacopsylla mali) an Apfel, Großer Birnenblattsauger (Cacopsylla pyrisuga) an Birnen oder der Möhrenblattfloh (Trioza apicalis) an Karotten.
Darüber hinaus sind einige Arten Vektoren von Pflanzenkrankheiten bzw. deren Erreger. Diese ursprünglich zu den Viren gerechneten Erreger haben sich mittlerweile als Vertreter der Phytoplasmen herausgestellt. Dies sind zellwandlose Bakterien, die sich in den Phloemleitbahnen der befallenen Pflanzen vermehren. Die bisher als Vektoren identifizierten Blattsauger sind Cacopsylla picta und Cacopsylla meolanoneura (Apfeltriebsucht), der Gemeine Birnenblattsauger (Cacopsylla pyri) und Cacopsylla pyricola (Birnenvergilbung), Cacopsylla pruni (Europäische Steinfruchtvergilbung), Trioza erytreae und Diaphorina citri (Zitruspest).

## Entwicklung
Die Tiere vermehren sich zweigeschlechtlich. Lediglich Cacopsylla myrtilli kann sich darüber hinaus auch parthenogenetisch vermehren. Die Weibchen legen ihre Eier überwiegend frei an Blättern, Trieben und Stängeln ab. Die Eier besitzen einen Pedicellus, der in das Pflanzengewebe verankert wird. Dadurch wird bei manchen Arten eine kleine grubenförmige Galle hervorgerufen, in der sich die Nymphe bis zur ersten Häutung aufhält. Erst im zweiten Stadium wird diese verlassen. Insgesamt durchleben die Tiere fünf Stadien, bevor sie sich zum Vollinsekt häuten. In Mitteleuropa bringen die meisten Arten eine Generation pro Jahr hervor, es gibt aber auch solche mit zwei Generationen. In den wärmeren Regionen der Erde werden aber mitunter deutlich mehr pro Jahr ausgebildet. Die Überwinterung erfolgt in der Regel als Imago, entweder auf den Wirtspflanzen oder vor allem an Schutz bietenden anderen Pflanzen, beispielsweise in Rindenritzen. Im Frühjahr werden dann erneut Wirtspflanzen gesucht, um auch nach der Paarung Eier abzulegen. Manche Arten überwintern aber auch im Eistadium oder als Nymphe auf der Wirtspflanze. Es gibt einige Arten, die durch Stridulation Laute erzeugen können. Dabei werden neben den Lauten, deren Erzeugungsmechanismus noch nicht vollends geklärt ist, auch die Flügel in Vibration versetzt. Ähnlich wie auch andere Arten der Pflanzenläuse sondern auch die Blattflöhe Honigtau ab, der von Ameisen, Fliegen oder Bienen abgesammelt wird. Sowohl Imagines als auch Nymphen erzeugen Wachsausscheidungen, die sie einerseits vor der Austrocknung und andererseits vor der Feuchtigkeit des eigenen Honigtaus schützen.

## Natürliche Feinde
Neben Prädatoren wie Spinnen, Weichwanzen, Blumenwanzen, Sichelwanzen und Marienkäfern sind es vor allem Gallmücken und parasitische Hautflügler die als Feinde der Blattflöhe gelten. Auch Pilze der Ordnung Entomophthorales sind relevanter Feind dieser Tiergruppe.

## Systematik der Blattflöhe
Die in Europa vorkommenden Blattflöhe gehören fünf verschiedenen Familien an:
- Aphalaridae
- Calophyidae
- Homotomidae
- Psyllidae
- Triozidae

## Arten (Auswahl)
- Frühjahrsapfelblattsauger (Cacopsylla mali)
- Weißdornblattsauger (Cacopsylla melanoneura)
- Sommerapfelblattsauger (Cacopsylla picta)
- Homatoma ficus
- Livia juncorum
- Psylla buxi
- Psyllopsis fraxini
- Trioza urticae